# 正仪站
正仪站是一个京沪线上一个已撤销的铁路车站，位于江苏省昆山市正仪乡，建于1905年，撤销前为四等站，邮政编码为215347。现正仪站旧址为昆山市文物保护单位。